# 14 ديسمبر
- السبت
- الأحد
- الاثنين
- الثلاثاء
- الأربعاء
- الخميس
- الجمعة

- 298 جمادى الآخرة 1447  هـ
- 309 جمادى الآخرة 1447  هـ
- 110 جمادى الآخرة 1447  هـ
- 211 جمادى الآخرة 1447  هـ
- 312 جمادى الآخرة 1447  هـ
- 413 جمادى الآخرة 1447  هـ
- 514 جمادى الآخرة 1447  هـ
- 615 جمادى الآخرة 1447  هـ
- 716 جمادى الآخرة 1447  هـ
- 817 جمادى الآخرة 1447  هـ
- 918 جمادى الآخرة 1447  هـ
- 1019 جمادى الآخرة 1447  هـ
- 1120 جمادى الآخرة 1447  هـ
- 1221 جمادى الآخرة 1447  هـ
- 1322 جمادى الآخرة 1447  هـ
- 1423 جمادى الآخرة 1447  هـ
- 1524 جمادى الآخرة 1447  هـ
- 1625 جمادى الآخرة 1447  هـ
- 1726 جمادى الآخرة 1447  هـ
- 1827 جمادى الآخرة 1447  هـ
- 1928 جمادى الآخرة 1447  هـ
- 2029 جمادى الآخرة 1447  هـ
- 211 رجب 1447  هـ
- 222 رجب 1447  هـ
- 233 رجب 1447  هـ
- 244 رجب 1447  هـ
- 255 رجب 1447  هـ
- 266 رجب 1447  هـ
- 277 رجب 1447  هـ
- 288 رجب 1447  هـ
- 299 رجب 1447  هـ
- 3010 رجب 1447  هـ
- 3111 رجب 1447  هـ
- 112 رجب 1447  هـ
- 213 رجب 1447  هـ

14 ديسمبر أو 14 كانون الأوَّل أو يوم 14 \ 12 (اليوم الرابع عشر من الشهر الثاني عشر) هو اليوم الثامن والأربعين بعد الثلاثمائة (348) من السنة، أو التاسع والأربعين بعد الثلاثمائة (349) في السنوات الكبيسة، وفقًا للتقويم الميلادي الغربي (الغريغوري). يبقى بعده 17 يومًا على انتهاء السنة.

## أحداث
- 557 - القسطنطينية تتعرض لدمار شديد من جراء زلزال.
- 1751 - تأسيس «أكاديمية ثريشيان العسكرية [الإنجليزية]»، وهي أول أكاديمية عسكرية في العالم.
- 1825 - اندلاع ثورة الديسمبريين في الإمبراطورية الروسية ضد القيصر نقولا الأول.
- 1865 - انطلاق رحلة السفير المغربي محمد بنسعيد السلاوي إلى فرنسا.
- 1900 - ماكس بلانك يقدم اشتقاق نظري لقانون إشعاع الجسم الأسود في ميكانيكا الكم.
- 1901 - العالم غولييلمو ماركوني يجري أول اتصال لاسلكي.
- 1911 - المستكشف النرويجي روال أموندسن يصل مع أربعة من زملائه إلى نقطة القطب الجنوبي للمرة الأولى.
- 1939 - إقصاء الاتحاد السوفيتي من عصبة الأمم وذلك بعد مهاجمته فنلندا فيما سمي بحرب الشتاء.
- 1947 - افتتاح ملعب سانتياغو برنابيو في مدريد.
- 1950 - الجمعية العامة للأمم المتحدة توافق على إنشاء المفوضية السامية للأمم المتحدة لشؤون اللاجئين والتي كان الهدف من إنشائها توفير المساعدات الإنسانية وحماية اللاجئين وحل مشكلاتهم في مختلف أنحاء العالم.
- 1955 - إنضمام 16 دولة إلى الأمم المتحدة منها الأردن وإيطاليا وإسبانيا والبرتغال.
- 1957 - تأسيس الهلال الأحمر المغربي.
- 1967 - الجبهة الشعبية لتحرير فلسطين تصدر بلاغها العسكري الأول.
- 1981 - إسرائيل تصدر قراراً بضم هضبة الجولان السوري المحتل، وفرض قانونها عليه، والمجتمع الدولي يقابل القرار بالرفض.
- 1987 - الإعلان الرسمي عن تأسيس حركة المقاومة الإسلامية (حماس)، منظمةً وطنية جهادية تهدف إلى استرداد فلسطين الوطن التاريخي القومي للفلسطينين وعاصمته القدس، أسس الحركة أحمد ياسين.
- 1988 - الولايات المتحدة توافق للمرة الأولى على إجراء مباحثات مباشرة مع منظمة التحرير الفلسطينية وذلك منذ اعتراف الأمم المتحدة بالمنظمة كممثل شرعي للشعب الفلسطيني ومنحها عضوية الأمم المتحدة بصفة مراقب.
- 2003 - رئيس باكستان برويز مشرف ينجو من محاولة اغتيال هي الثالثة منذ توليه السلطة.
- 2004 -
  - كوبا وفنزويلا تؤسسان التحالف من أجل الأمريكتين.
  - افتتاح جسر ميلو رسميًا كأطول جسر في العالم حتى ذلك التاريخ.
- 2008 - الرئيس الأمريكي جورج بوش الابن يزور العراق ويوقع فيه مع رئيس الوزراء العراقي نوري المالكي الاتفاقية الأمنية العراقية الأمريكية، وقد تعرض الرئيس الأمريكي أثناء مؤتمر صحفي مع رئيس الوزراء العراقي إلى قذفه بفردتي حذاء من قبل مراسل قناة البغدادية منتظر الزيدي.
- 2009 - قادة دول مجلس التعاون الخليجي يطلقون من الكويت مشروع الربط الكهربائي بين دولهم.
- 2010 - تفجيران انتحاريان في مدينة جابهار الإيرانية في موكب حداد شيعي مزدحم ما أسفرا عن مقتل 32 وجرح 95 شخصا.
- 2013 - مركبة تشانج آه-3 الصينيَّة تهبط على سطح القمر حاملةً مسبار «يوتو»، لتُصبح بذلك أوَّل مركبة تفعل ذلك مُنذ سنة 1976م.
- 2017 -
  - شركة والت ديزني تعلن عن استحواذها على معظم أصول شركة «تونتي فرست سينتشوري فوكس» مقابل 52.4 مليار دولار.
  - هيئة الاتصالات الفيدرالية الأمريكية تصوّت على مقترح يلغي حزمة قوانين أوباما الخاصة بحيادية الإنترنت في البلاد ما سيمنح شركات الاتصال صلاحيات قانونية للتلاعب بسرعات المواقع وفرض رقابة على محتوى الويب.
- 2021 - اليونسكو تدرج الخط العربي على قائمة التراث الثقافي غير المادي العالمي في 16 دولة عربية.
- 2024 - الجمعية الوطنية في كوريا الجنوبية تسحب الثقة من الرئيس يون سوك يول بعدما اتُهم بالخيانة العظمى لإعلانه الأحكام العرفية في البلاد.

## مواليد
- 1503 - نوستراداموس، طبيب ومنجم فرنسي.
- 1824 - بيير سيسيل بوفيس دي شافان، رسام فرنسي.
- 1861 - جرجي زيدان، أديب ومؤرخ لبناني.
- 1883 - موريهيه أويشيبا، مؤسس الأيكيدو.
- 1895 -
  - جورج السادس، ملك المملكة المتحدة.
  - بول إيلوار، شاعر فرنسي.
- 1896 ـ العزيز الجلولي، سياسي ورجل أعمال تونسي.
- 1909 - إدوارد تاتوم، عالم أحياء أمريكي حاصل على جائزة نوبل في الطب عام 1958.
- 1918 - نور الدين الخياشي، رسام تونسي.
- 1922 - نيقولاي باسوف، عالم فيزياء روسي حاصل على جائزة نوبل في الفيزياء عام 1964.
- 1924 - جوهر جاسباريان، مغنية أوبرا أرمنية مصرية.
- 1936 - ثريا الشاوي، كابتن طيار مغربية.
- 1942 - بوي تونج فونج، باحث فيتنامي وأحد رواد الرسوميات الحاسوبية.
- 1946 - سليمة خضير، ممثلة عراقية.
- 1947 - ديلما روسيف، رئيسة البرازيل السادسة والثلاثين.
- 1956 - سلمان العودة، عالم مسلم سعودي.
- 1960 - كريس وادل، لاعب ومدرب كرة قدم إنجليزي.
- 1965 -
  - تيد رايمي، ممثل أمريكي.
  - سليمان بوغيث، الناطق الرسمي لتنظيم القاعدة.
- 1968 - محمد سعد، ممثل مصري.
- 1970 - آنا ماريا جوبيك مغنية بولندية.
- 1976 -
  - سانتياغو أزكويرو، لاعب كرة قدم إسباني.
  - شريف فتحي المشد معتقل مصري في غوانتانامو.
- 1978 - باتي شنايدر، لاعبة كرة مضرب سويسرية.
- 1979 - مايكل أوين، لاعب كرة قدم إنجليزي.
- 1980 - ديديه زوكورا، لاعب كرة قدم إيفواري.
- 1981 - ليام لورينس، لاعب كرة قدم إنجليزي.
- 1982 - ستيف سيدويل، لاعب كرة قدم إنجليزي.
- 1985 - ياكوب بلاشتشيكوفسكي، لاعب كرة قدم بولندي.
- 1988 - فانيسا هادجنز، ممثلة ومغنية أمريكية.
- 1989 -
  - بيدرو بوتيلهو، لاعب كرة قدم برازيلي.
  - أونيو، مغني كوري جنوبي.

## وفيات
- 1542 - جيمس الخامس، ملك اسكتلندا.
- 1788 - كارلوس الثالث، ملك إسبانيا.
- 1799 - جورج واشنطن، رئيس الولايات المتحدة الأول.
- 1860 - جورج هاملتون غوردون، رئيس وزراء المملكة المتحدة.
- 1861 - الأمير ألبرت، زوج الملكة فيكتوريا.
- 1890 - محمد فيضي الزهاوي، فقيه وعالم مسلم عراقي.
- 1933 - محمد حسين الجباوي، فقيه مسلم وشاعر عراقي.
- 1923 - محمد حسن سميسم شاعر عراقي.
- 1947 - ستانلي بلدوين، رئيس وزراء المملكة المتحدة.
- 1956 - يوهو كوستي بآسيكيفي، رئيس فنلندا السابع.
- 1972 - أنخيل كاراليتشيف كاتب بلغاري متخصص في أدب الأطفال.
- 1984 - بيثنتي أليكساندري، أديب إسباني حاصل على جائزة نوبل في الأدب عام 1977.
- 1984 - عادل أبو ربيعة، عسكري لبناني.
- 1989 - أندريه ساخاروف، عالم نووي سوفيتي حاصل على جائزة نوبل للسلام عام 1975.
- 2001 - وينفرد جورج سيبالد، كاتب ألماني.
- 2009 - رفعت جبريل، رئيس المخابرات العامة المصرية وهيئة الأمن القومي.
- 2013 - بيتر أوتول، ممثل إيرلندي اشتهر بدوره في فيلم لورنس العرب.
- 2014 - عبد العزيز دقماق، شاعر ومحامي سوري.
- 2016 - أحمد راتب، ممثل مصري.
- 2020 - جيرار هولييه، مدرب كرة قدم فرنسي.

## أعياد ومناسبات
- يوم القطب الجنوبي.
- يوم المعلم في فلسطين.

## وصلات خارجية
- وكالة الأنباء القطريَّة: حدث في مثل هذا اليوم.
- النيويورك تايمز: حدث في مثل هذا اليوم.
- BBC: حدث في مثل هذا اليوم.